# Euploea mesocala
Euploea mesocala är en fjärilsart som beskrevs av Snellen van Vollenhoven 1873. Euploea mesocala ingår i släktet Euploea och familjen praktfjärilar. Inga underarter finns listade i Catalogue of Life.